# Cot Madhi
Cot Madhi is een bestuurslaag in het regentschap Aceh Besar van de provincie Atjeh, Indonesië. Cot Madhi telt 311 inwoners (volkstelling 2010).